# Lizzano in Belvedere
Lizzano in Belvedere (Liżã in dialetto bolognese montano alto, Liżàn in dialetto bolognese cittadino) è un comune italiano di 2 248 abitanti della città metropolitana di Bologna in Emilia-Romagna. Fa parte dell'Unione dei comuni dell'Appennino Bolognese.

## Origini del nome
Lizzano in Belvedere deriva parte del suo nome dal fatto che nel suo territorio in passato sorgeva il castello di Belvedere, posto in cima al Monte Belvedere. La prima parte sembra provenire dall'antica Silva "Litanam", luogo ritenuto sacro alle popolazioni celto-liguri, dove svolgevano i propri rituali religiosi operati dai sacerdoti con il bastone cerimoniale, il lituo, da qui Lithanus (come per la vicina toscana)

## Storia
Il passaggio di uomini primitivi in questa zona è testimoniato dal ritrovamento di resti, quali attrezzi in selce e terracotta, dell'Età della Pietra e del Bronzo presso la Sboccata dei Bagnadori e la Rocca Corneta.
Tra gli altri popoli che passarono di qui e che vi si stanziarono, si possono citare i Liguri, gli Etruschi e i Galli Boi.
Le mummie, teste in pietra scolpita poste sulle case o sui camini con significato benaugurante, deriverebbero proprio dalla consuetudine dei Galli di lasciare le teste dei propri nemici appese fuori dall'abitazione.
In epoca romana, Lizzano si chiamava Litanos, ed era un villaggio celtico, sede di un santuario dei Boi, finché non sarà inglobato nel dominio romano.
Nel 553 Lizzano passa sotto l'influenza dell'Esarcato di Ravenna: a testimonianza di ciò abbiamo i resti dell'antica pieve in stile bizantino, dedicata a Mamante di Cesarea.
Nel 753, i territori appartenenti al re longobardo Astolfo entrano a far parte, attraverso una donazione, della potente Abbazia di Nonantola. Nel documento che sancisce la donazione, compare per la prima volta la denominazione di Massa Lizano.
Nel 1227, durante l'epoca dei Comuni, venne eretta sul monte Cimbriano una fortezza, che per la posizione venne detta Fortezza del Belvedere, denominazione che con il tempo passò a tutta la località. Di questa costruzione attualmente rimangono solo i ruderi.
In questo periodo il territorio è suddiviso in cinque comuni: Belvedere, Gabba, Lizzani, Monteacuto delle Alpi e Rocca Cometa.
Nel 1293 il Senato di Bologna promuove la costruzione di un canale per facilitare il trasporto dei tronchi di faggio verso la città: le acque del torrente Dardagna vengono così in parte deviate nel corso del fiume Reno.
Di questa antica costruzione non rimane più traccia se non il nome della frazione di Poggiolforato.
Fu da sempre paese di passaggio, fino all'800 per andare da Bologna a Pistoia attraverso "la Viottola" e in seguito dal bolognese alla montagna modenese con la costruzione della statale delle Radici.

Lizzano in Belvedere con Vidiciatico (sullo sfondo a destra) e il Monte Pizzo

Nel 1860 entra a fare parte del Regno d'Italia.
L'attuale chiesa è stata ricostruita nel 1931. Al suo interno, nella parte sinistra, si trova l'organo costruito da Francesco Michelotto: consta di due tastiere di 61 tasti e pedaliera di 32. La trasmissione è elettrica.

### Seconda guerra mondiale
Durante la Seconda guerra mondiale, Lizzano fu teatro degli scontri tra SS tedesche ed italiane, che ancora occupavano le zone appena dietro la Linea Gotica, e le brigate partigiane 7ª Brigata Garibaldi Modena e Brigata Matteotti Montagna che lottavano per la Liberazione dal nazi-fascismo, ed erano comandate dal 1944 dal partigiano Armando.
Gli scontri sfociarono in violente repressioni da parte delle truppe tedesche ai danni dei partigiani e della popolazione civile, causando gli eccidi dell'alto Reno e in particolare l'eccidio di Ca' Berna, il 27 settembre 1944 in cui persero la vita in 29, tra cui donne e bambini.
I partigiani di "Armando", il 2 ottobre 1944, da Castelluccio mossero verso Lizzano, liberandola dalle truppe tedesche.
Il giorno seguente, il dottor Giorgio Biagi del CLN locale venne nominato sindaco di Lizzano.
A seguito di ciò, le forze partigiane presenti si riunirono sotto un unico comando dando vita alla Divisione "Armando", costituita da circa 1.000 uomini (600 provenienti dal modenese e i restanti dalle due formazioni bolognesi).
Il 16 ottobre 1944, l'OSS provvide a distaccare un gruppo di soldati americani guidati dal tenente Gerald Sabatino, presso il comando di "Armando" col compito di controllare e coordinare le operazioni convenute. In quello stesso giorno i partigiani, dopo un intenso combattimento, costrinsero i tedeschi a ritirarsi e liberando Vidiciatico.

### Simboli
Lo stemma del comune di Lizzano in Belvedere è stato riconosciuto con decreto del capo del governo del 30 marzo 1930.
Nello stemma sono raffigurate la fortezza del Belvedere che sovrasta il paese, eretta nel XIII secolo, e la grande croce metallica alta 15 m che si trova sulla cima del Corno alle Scale e considerata il simbolo di tutto il comprensorio.

## Monumenti e luoghi d'interesse

### Architetture e punti d'interesse
- Chiesa di San Mamante
- Chiesa di San Pietro

- Delubro bizantino

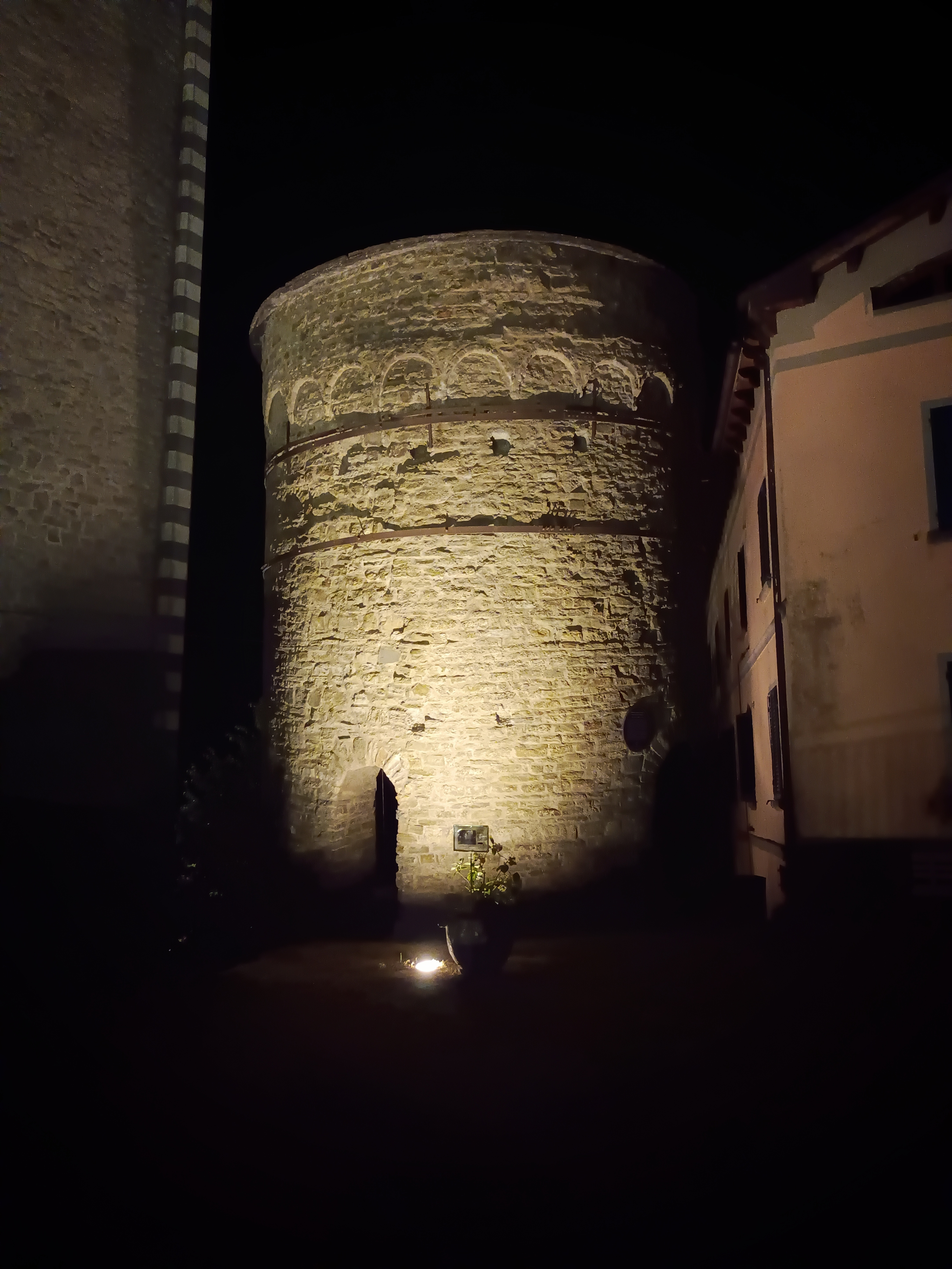
Delubro preromanico

- Torre del XIV secolo, in frazione Rocca Corneta.[13]

### Aree naturali

#### Parco regionale del Corno alle Scale
All'interno della superficie del comune di Lizzano sorge il Parco regionale del Corno alle Scale.
Istituito nel 1988 è un'area naturale protetta e occupa una superficie di 4974 ha. All'interno del parco si trova il sito di interesse comunitario denominato Corno alle Scale (IT4050002), che copre una superficie leggermente inferiore (4582 ettari) rispetto all'intera area protetta. L'animale simbolo del parco è il capriolo.

## Società

### Evoluzione demografica
Abitanti censiti

### Etnie e minoranze straniere
Secondo i dati ISTAT al 31 dicembre 2018 la popolazione straniera era composta da 204 persone. La nazionalità maggiormente rappresentata era quella Rumena con 113 cittadini residenti.

## Cultura

### Musei
- Museo etnografico "G. Carpani", presso Poggiolforato.
- Centro documentale Enzo Biagi, presso Pianaccio.
- Centro visita di Pian d'Ivo.
- Museo del quarzo, presso Lizzano in Belvedere.
- Expo Linea Gotica, presso Lizzano in Belvedere.

## Geografia antropica

### Frazioni
Il territorio comunale, molto esteso e variegato, comprende 18 frazioni e numerose località:
- Cà Berna (1004 m slm).
- Cà Rita (650 m slm; 24 abitanti).
- Casale (604 m slm; 33 abitanti).
- Chiesina - Farnè  (709 m slm; 33 abitanti), rappresenta un piccolo centro situato lungo il Dardagna, dove si trova la graziosa chiesa della Beata Vergine del Carmine costruita nel 1662, la quale ospita sull'altare maggiore il dipinto dei Santi Pietro ed Eustachio, mentre gli altari laterali sono intitolati rispettivamente alla Madonna del Carmine e al Crocefisso. Oltrepassando il torrente si raggiunge il borgo di Cà Julio, che custodisce il mulino usato prima per la macina della calce (che veniva raccolta sui vicini Monti della Riva e ivi trasportata con una teleferica) e poi come una delle prime centrali elettriche della zona; e l'oratorio secentesco, caratteristico per l'interno con travature in legno e soppalco sorretti da due colonne in pietra arenaria.
- Corona-macchiarelle (943 m slm; 15 abitanti).
- Gabba  (712 m slm; 45 abitanti), è l'ultima frazione prima di Gaggio Montano, famosa per ospitare una delle chiese più preziose dell'alto Appennino, la romanica Pieve di Santa Maria Assunta, edificata tra il 1000 ed il 1200, costruita in pietra arenaria del posto e ben conservata. L'interno, ad unica aula rettangolare, conserva importanti affreschi del XV sec, raffiguranti la Madonna della Cintura ed un tondo con il profilo di Dante Alighieri. Preziosa anche una vetrata rinascimentale del XVI secolo, con Gesù Nazareno adorato da due angeli e la colomba dello Spirito Santo attribuita a Lorenzo Costa. Bello il tetto a capriate lignee poggianti su mensole gotiche del XIV-XV secolo. Dal piccolo cortile sul retro, dove si trova depositato del materiale lapideo antico, si può ammirare l'abside originale con monofora romanica. Nella vicina borgata di Grecchia si trovano i resti della chiesa di San Lorenzo, crollata a causa di alcune frane ancora in movimento. Oltre alla torre campanaria ancora in piedi nonostante profonde crepe, ben visibile da tutta la vallata, si intravedono parti del pavimento mosaicato del XIX secolo e lacerti di mura, volte e fondamenta coperti da detriti e vegetazione. Nella borgata dei Ronchi si trova l'oratorio di San Bartolomeo e della Madonna Assunta del XVIII secolo.
- La Cà  (920 m slm; 80 abitanti), comprende anche le borgate di Cà Gabrielli, le Frascare, il Torlaino, Ca' Tonielli, Ca' Mattiozzi, Le Borelle e Ca' Corrieri.
- La Polla (800 m slm; 12 abitanti).
- Madonna dell'Acero (1200 m slm). Deve il suo nome al santuario ivi costruito intorno al 1500. La tradizione narra che la Madonna apparve a due pastorelli, salvandoli da una bufera di neve e ridonando a uno l'uso della parola. L'apparizione era avvenuta nei pressi di un acero, attorno al quale venne costruita una chiesetta e successivamente un santuario. Tra gli innumerevoli ex voto spicca quello di Brunetto Brunori: un gruppo di statue lignee offerte per essere scampato alla morte in occasione della Battaglia di Gavinana, il 3 agosto 1530.
- Monteacuto delle Alpi (915 m slm; 29 abitanti). Ha una chiesa del 1728, dedicata a San Nicolò, ricordato in una bella lunetta vetrata a piombo, di scuola bolognese, che lo ritrae sullo sfondo dei boschi circostanti.
- Panigale (516 m slm; 19 abitanti).
- Pianaccio, (755 m slm; 38 abitanti), ove nacque nel 1920 il giornalista Enzo Biagi. È sepolto nel piccolo cimitero della frazione.
- Poggiolforato (863 m slm; 32 abitanti[15]). Situato lungo il Torrente Dardagna, il suo nome deriva dal canale che la città di Bologna fece costruire nel 1333 scavando una galleria in una montagna (appunto monte forato), con lo scopo di fare confluire le acque del Dardagna nel Reno aumentandone la portata favorendo quindi il trasporto di legname a valle. Di quest'opera nei secoli si sono perse le tracce. La chiesetta del paese è recente, essendo stata costruita solo nel secondo dopoguerra in sostituzione del vecchio oratorio crollato. Il paese si lascia comunque apprezzare per la sua architettura tipica appenninica, con i muri in sasso, i tetti ricoperti di lastre di arenaria e piccole sculture abbozzate che decorano case e camini. Vi ha sede il Museo Etnografico della Cultura Montanara “Giovanni Carpani” che espone circa 2.000 oggetti. Dal centro del paese parte un comodo sentiero che arriva al Mulino del Capo, intatto esempio di archeologia industriale montanara.
- Prada (799 m slm; 24 abitanti).
- Querciola (823 m slm; 117 abitanti).
- Rocca Corneta (631 m slm; 17 abitanti).
- Vidiciatico (810 m slm; 471 abitanti).
- Villaggio Europa (716 m slm; 192 abitanti).

## Economia

### Turismo
Il turismo rappresenta una risorsa fondamentale per la comunità lizzanese. Diffuso è l'escursionismo in tutto l'alto Appennino bolognese, in particolare verso la stazione sciistica del Corno alle Scale.

## Infrastrutture e trasporti
La principale arteria stradale di Lizzano è costituita dall'ex strada statale 324 del Passo delle Radici, divenuta provinciale, che ad est si dirige verso la valle del Reno, mentre a nord-ovest verso il Frignano.

## Amministrazione
Di seguito è presentata una tabella relativa alle amministrazioni che si sono succedute in questo comune.
| Primo cittadino     | Partito        | Partito                               | Mandato        | Mandato        | Elezione      |
| Primo cittadino     | Partito        | Partito                               | Inizio         | Fine           | Elezione      |
| ------------------- | -------------- | ------------------------------------- | -------------- | -------------- | ------------- |
| Giorgio Biagi       |                | Comitato di Liberazione Nazionale     | 3 ottobre 1944 | 1946           | -             |
| Emanuele Vai        |                | Democrazia Cristiana                  | 1946           | 1952           | Elezione 1946 |
| Adriano Pasquali    |                | Indipendente                          | 25 marzo 1988  | 24 aprile 1995 | -             |
| Rinaldo Novali      |                | Partito Popolare Italiano             | 24 aprile 1995 | 14 giugno 1999 | Elezione 1995 |
| Sergio Polmonari    |                | Lista civica                          | 14 giugno 1999 | 14 giugno 2004 | Elezione 1999 |
| Sergio Polmonari    | 14 giugno 2004 | Lista civica                          | 8 giugno 2009  | Elezione 2004  |               |
| Alessandro Agostini |                | Lista civica                          | 8 giugno 2009  | 26 maggio 2014 | Elezione 2009 |
| Elena Torri         |                | Lista civica: Il belvedere che cambia | 26 maggio 2014 | 27 maggio 2019 | Elezione 2014 |
| Sergio Polmonari    |                | Lista civica: Montagna nel cuore      | 27 maggio 2019 | 11 giugno 2024 | Elezione 2019 |
| Barbara Franchi     |                | Lista civica: Montagna Viva           | 11 giugno 2024 | in carica      | Elezione 2024 |

### Gemellaggi
- Hilzingen

### Altre informazioni amministrative
- Classificazione climatica: zona F, 3066 GR/G

## Sport

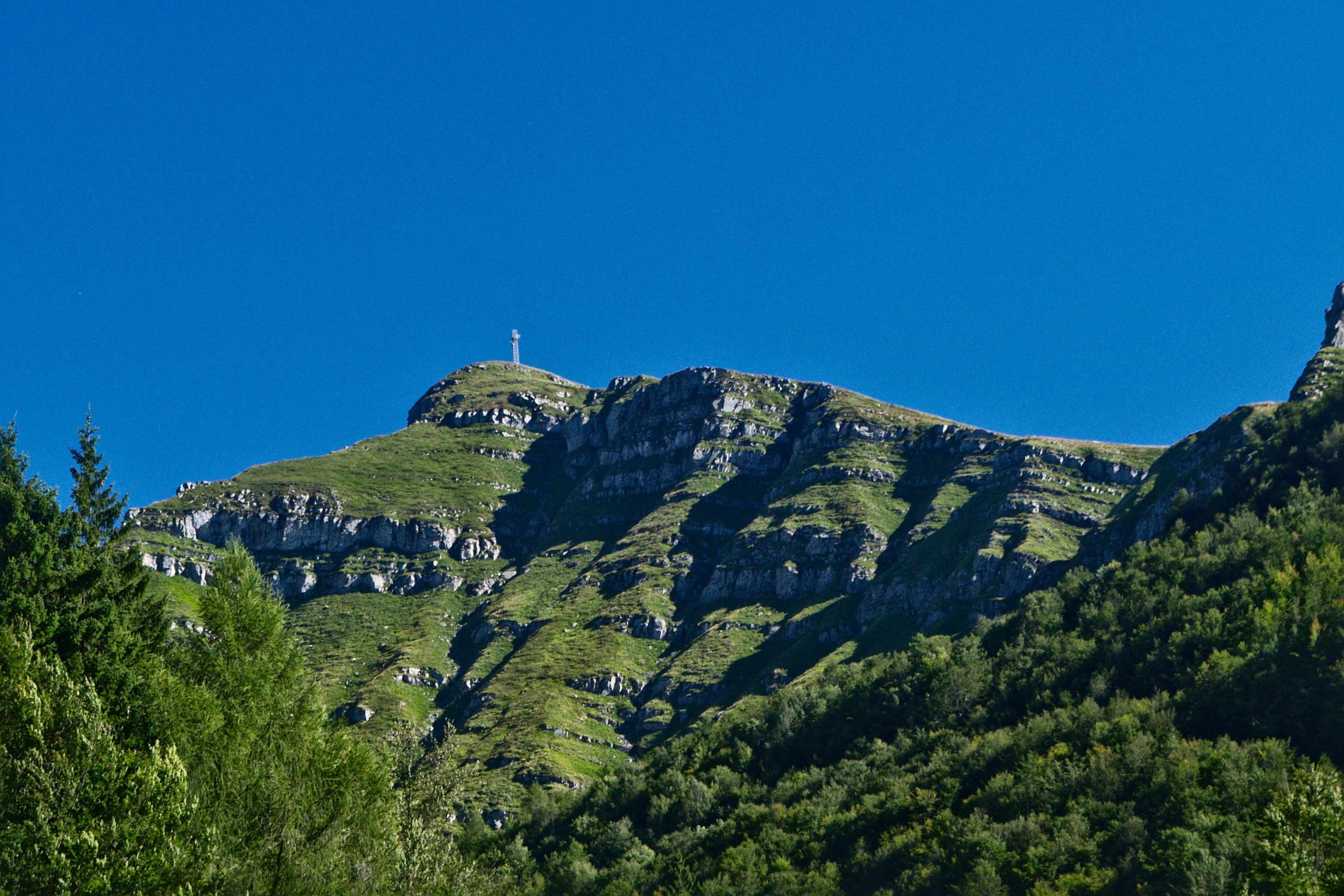
La vetta del Corno alle Scale (1.945 m s.l.m.), la più alta della provincia, sorge in territorio comunale

Presso la stazione sciistica del Corno alle Scale, ha imparato a sciare il campione del mondo e olimpionico di sci alpino, Alberto Tomba.
L'11 maggio 2004 la 3ª tappa del Giro d'Italia 2004 si è conclusa in località Corno alle Scale con la vittoria di Gilberto Simoni.
A partire dal 2003 ospita il Dancehall Riders Camp, una rassegna di snowboard e musica, con la partecipazione di sciatori professionisti e artisti del panorama dancehall nazionale e internazionale.
Negli ultimi anni ospita il ritiro estivo delle due squadre di pallacanestro bolognesi: Virtus e Fortitudo.